# Karl Ludwig Giesecke
Karl Ludwig Giesecke (Augsburgo, 6 de abril de 1761 - Dublín, 5 de marzo de 1796) fue un naturalista, briólogo, actor, libretista, explorador polar y minerólogo germano. En su juventud se llamaba Johann Georg Metzler; más tarde en su carrera en Irlanda fue Sir Charles Lewis Giesecke.

## Biografía
Su padre era Johann Georg Metzler, un protestante que trabajaba como sastre en Augsburgo. Su madre Magdalena Sibylla Götz. Asistió al Gimnasio en Augsburgo, y lo hizo bien académicamente, como se conoce a partir de comentarios que sobreviven de su maestro recomendándolo para realizar estudios universitarios. Asistió a la Universidad de Gotinga de 1781 a 1784, estudiando derecho. También desarrolló un interés secundario en la mineralogía, asistiendo a las conferencias del naturalista Johann Friedrich Blumenbach.
Fue en 1781, que tomó el pseudónimo por el que se conoce ahora. El cambio de nombre fue una presentación de ocultar la ascendencia de Giesecke, que siempre se negó a discutir. De hecho, el nombre original de Giesecke permaneció desconocido para los estudiosos hasta 1910, cuando el geólogo danés K. JV Steenstrup descubrió una carta de 1810 de su hermana a las autoridades danesas preguntando por el bienestar de su hermano, a continuación, en Groenlandia; la carta establece la relación de Giesecke con los Metzlers de Augsburgo. Whittaker sugiere que él eligió "Giesecke" (también escrito "Gieseke") en admiración del poeta Nicolaus Dietrich Gieseke.

## Carrera en el teatro
En 1784, dejó la universidad para convertirse en un actor itinerante, y trabajó en varios teatros durante un período de seis años. En 1789, llegó a ser empleado en la Theater auf der Wieden de Viena, entonces bajo la dirección de Johann Friedel. Cuando la Cía. de Emanuel Schikaneder se hizo cargo del teatro como su nueva sociedad residente más tarde en el mismo año, Giesecke fue uno de los pocos actores que retiene Schikaneder.
Como recuerda Ignaz Castelli, Giesecke no era extraordinario como actor; que "no tiene ninguna especialidad distinta y juega cualquier papel en su camino." Su valor en la compañía Schikaneder era más como un director de escena y sobre todo como escritor y poeta. Según Buch, había tres escritores locales en la compañía: el mismo Schikaneder, su esposa Leonor, y Giesecke

## Investigaciones en Groenlandia no en mineralogía
Los viajes de Giesecke, arriba y abajo de la costa de Groenlandia demostraron ser importantes desde la perspectiva de la geografía. A su regreso, fue consultado por los marinos como John Franklin y William Scoresby, que jugó un papel en el eventual descubrimiento de la Paso del Noroeste, la ruta marítima famosamente evasiva alrededor del borde norte de América del Norte.
También recogió especímenes botánicos, incluyendo algunas especies de briófitas que crecen en las rocas.
Giesecke recolectó especímenes de Campanula de Groenlandia, encontrando mucho desvío de las formas europeas, y los envió al botánico Lorenz Chrysanth von Vest. Este último estableció una nueva especie y la llamó Campanula gieseckiana en honor de Giesecke. La nueva especie la publicó formalmente Roemer y Schultes en la 16.ª edición de Linneo  Systema vegetabilium .
Por último, Giesecke contribuyó a la etnografía y la historia humana de Groenlandia a través de sus observaciones de los esquimales y de los asentamientos vikingos extintos allí.

## Deceso
Giesecke permaneció en su puesto en Dublín y vivió hasta la edad de 72. Su desaparición fue repentina; de acuerdo a Dent, "el 5 de marzo de 1833, aunque con problemas de salud, salió a cenar con un amigo en Dublín, después de la cena, estando sentados, cayó hacia atrás en su silla y se murió."
Giesecke nunca se casó y al parecer no dejó descendencia.

## Obra

### Teatro
El Grove Dictionary of Opera brinda la siguiente lista de obras de dramaturgia de Giesecke:
- 1789. Oberon, König der Elfen (Singspiel), Paul Wranitzky (una versión adaptada o plagio de Hüon und Amande de Sophie Seyler)
- 1791. Die Wiener Zeitung (Singspiel), Franz Xaver Gerl & Benedikt Schack
- 1792. Das Schlaraffenland (Singspiel), Gerl, Schack
- 1794. Der travestirte Hamlet (play), Vincenc Tuček
- 1795. Idris und Zenide, Franz Xaver Süssmayr
- 1796. Die zwölf schlafenden Jungfrauen ("Las Doce Criadas Dormidas ", acción con canciones), Matthäus Stegmayer
- 1796. Uriels Glöcklein, Stegmayer
- 1796. Die Belagerung von Cythère ("El Cerco de Citera'), tradujo desde Cercos de Citera de Christoph Willibald Gluck, y adiciones por Franz Anton Hoffmeister
- 1798. Amadis, der fahrende Ritter von Gallien, G. Stenzerl
- 1798. Agnes Bernauerin (burlesque), Ignaz von Seyfried
- 1799. Die Pfaueninsel ("La isla de los pavos reales"), Seyfried & Stegmayer
- 1799. Der travestierte Aeneas (farce), Seyfried & Stegmayer
- 1800. Aeneas in der Hölle (travesti), Stegmayer
- 1801. Die Sonnenjungfrau (travesti), Seyfried & Stegmayer

### Científicas
- 1819. On the temporary residences of the Greenlanders during the winter season and on the population of north and south Greenland. Edinburgh: A. Constable.
- 1822. On Cryolite; a Fragment of a Journal. Edinburgh Philosophical J. 6: 141–4.
- 1823. On the mineralogy of Disco Island. Trans. of the Royal Soc. of Edinburgh, 9: 263–272.
- 1824. On the Norwegian settlements on the eastern coast of Greenland, or Osterbygd, and their situation. Trans. of the Royal Irish Academy 14: 47–56.
- 1826. Account of a mineralogical excursion to the county of Donegal. Dublin: Royal Dublin Soc.
- 1828. Second account of a mineralogical excursion to the counties of Donegal, Mayo, and Galway. Dublin: Royal Dublin Soc.
- 1829. Account of a mineralogical excursion to the county of Antrim. Dublin: Royal Dublin Soc.
- 1832. A descriptive catalogue of a new collection of materials in the museum of Royal Dublin Society. To which is added an Irish mineralogy. Dublin: Royal Dublin Soc.
- 1861. Catalogue of a geological and geographical collection of minerals from the arctic regions from Cape Farewell to Baffin's Bay, lat. 59⁰ 14ʹ N. to 76⁰ 32ʹ N.. Dublin : McGlashan & Gill.
- 1878. Gieseckes Mineralogiske rejse i Grønland, ved F. Johnstrup. Med et tillæg om de grønlandske stednavnes retskrivning og etymologi af H. Rink (con un suplemento sobre Groenlandia de topónimos, ortografía, y etimología de H Ed. Hermed 3 kaart. Kjøbenhavn : B. Lunos bogtrykkerei.
- 1910. Bericht einer mineralogischen Reise in Groenland. ("Informe sobre un viaje mineralógica en Groenlandia") Meddelelser om Grønland 35: 1–478.

## Membresías
- de la "Academia Germana de Naturalistas Leopoldina".

## Reconocimientos
Linneo nombrará la familia de Gisekiaceae en su honor, y al género Gisekia L..
Un número de lugares en Groenlandia son nombrados en su honor, por ejemplo,  Giesecke Dal  en Isla Disko , Giesecke Isfjord  cerca de Upernavik y el lago  Gieseckes cerca de Kangerlussuaq.